# Премия Американского института киноискусства (2011)
Премия Американского института киноискусства за 2011 год.
| Категории                            | Название фильма                   |
| ------------------------------------ | --------------------------------- |
| Фильмы                               | • «Девичник в Вегасе»             |
| Фильмы                               | • «Потомки»                       |
| Фильмы                               | • «Девушка с татуировкой дракона» |
| Фильмы                               | • «Прислуга»                      |
| Фильмы                               | • «Хранитель времени»             |
| Фильмы                               | • «Дж. Эдгар»                     |
| Фильмы                               | • «Полночь в Париже»              |
| Фильмы                               | • «Человек, который изменил всё»  |
| Фильмы                               | • «Древо жизни»                   |
| Фильмы                               | • «Боевой конь»                   |
| Телесериалы, телефильмы, мультфильмы | • «Подпольная империя»            |
| Телесериалы, телефильмы, мультфильмы | • «Во все тяжкие»                 |
| Телесериалы, телефильмы, мультфильмы | • «Умерь свой энтузиазм»          |
| Телесериалы, телефильмы, мультфильмы | • «Игра престолов»                |
| Телесериалы, телефильмы, мультфильмы | • «Хорошая жена»                  |
| Телесериалы, телефильмы, мультфильмы | • «Родина»                        |
| Телесериалы, телефильмы, мультфильмы | • «Своя правда»                   |
| Телесериалы, телефильмы, мультфильмы | • «Луи»                           |
| Телесериалы, телефильмы, мультфильмы | • «Американская семейка»          |
| Телесериалы, телефильмы, мультфильмы | • «Парки и зоны отдыха»           |
| Специальная премия                   | • «Артист»                        |
| Специальная премия                   | • «Гарри Поттер (серия фильмов)»  |